# Osteit
Osteit betecknar skelettinfektion. Infektion av främst stafylokocker som angriper långa rörben men även fot/tå-ben och intervertebraldiskarna (IVD), diskit, där det sistnämnda sprider sig till vertebrae och ger spondylit. Osteit ses främst hos äldre. Osteit sprids till skelettet genom blodet men även genom sårpenetrerande trauma.
Osteit delas upp i akut osteit samt kronisk osteit där skillnaden ligger i symtombild och sjukdomsutveckling. Akut osteit ger ofta plötslig feber med frossa samt tilltagande värk och ömhet lokalt. Diagnos med bakterieodling, MR samt CRP (C-reaktivt protein) där den sistnämnda är hög. Kronisk osteit kommer smygande både vad gäller CRP och symtom. Kronisk osteit kan vara en infektion med tuberkulos vilket ofta är mycket svår och leder inte sällan till puckelrygg. Den diagnostiseras med odling, CRP samt, till motsats från akut osteit, med slätröntgen. Behandling genom medicinering för specifik bakterie.